# Hermann Fünfgeld
Hermann Fünfgeld (* 2. Januar 1931 in Mannheim; † 30. Januar 2018) war ein deutscher Publizist und Intendant des Süddeutschen Rundfunks (SDR).

## Ausbildung
Fünfgeld legte 1951 das Abitur am Bertholdsgymnasium in Freiburg ab. Er studierte Rechts- und Staatswissenschaften an den Universitäten Freiburg und München, schloss das Studium 1955 als Diplom-Volkswirt ab und war von 1956 bis 1961 als Assistent am Lehrstuhl für Wirtschafts- und Sozialpolitik an der Universität des Saarlandes tätig.

## Rundfunk
Hermann Fünfgeld kam als Referent in die Verwaltungsdirektion des Saarländischen Rundfunks (SR). 1965 wurde er Verwaltungsdirektor, einige Jahre später wurde er zum Stellvertretenden Intendanten des SR bestellt. In dieser Zeit war er auch  Geschäftsführer der Telefilm Saar GmbH in Saarbrücken. 1974 wechselte er zum Süddeutschen Rundfunk (SDR) nach Stuttgart, wo er als Verwaltungsdirektor auch Geschäftsführer des SDR war. 1984 erfolgte die Berufung zum Stellvertretenden Intendanten. 1989 wurde er vom Rundfunkrat als Nachfolger von Hans Bausch zum Intendanten des SDR gewählt. 1993 und 1997 wiedergewählt, blieb Fünfgeld Intendant bis 1998; die Strukturreform im Südwesten führte zur Auflösung der beiden Sender SDR und SWF und zur Neugründung des Südwestrundfunks (SWR).
Im Laufe seiner Tätigkeit in den verschiedenen leitenden Funktionen war Fünfgeld schon früh mit Fragen und Themen des Radio- und Fernsehprogramms und der Rundfunkproduktion befasst. Sein Arbeitsschwerpunkt war die Rundfunkökonomie und die sich abzeichnende Änderung der Medienpolitik. Als Finanz- und Verwaltungsfachmann wurde er für die ARD in Arbeitsgruppen berufen, die für die Kommission zur Ermittlung des Finanzbedarfs der Rundfunkanstalten (KEF) tätig waren. Seine Kenntnisse auf dem Sektor der Rundfunkfinanzierung fanden auch in einschlägigen  Veröffentlichungen ihren Niederschlag.
Schwerpunkt seiner Tätigkeit als Intendant war die von seinem Vorgänger Bausch bereits eingeleitete Kooperation mit dem Südwestfunk, deren Stabilisierung und Erweiterung. Mitte der 1990er Jahre nahm der Druck der Landesregierungen in Stuttgart und Mainz und der Parlamente der beiden Bundesländer zu, eine rundfunkstrukturelle Änderung zu erreichen. Hintergrund dieser Überlegungen war die noch aus der Besatzungszeit nach dem Zweiten Weltkrieg entstandene Aufteilung der beiden Sender nach den seinerzeitigen Grenzen der Besatzungszonen. Aufgabe der beiden Intendanten Hermann Fünfgeld und Peter Voß war es, die Schaffung eines neuen Senders für die beiden Bundesländer, des späteren SWR, mit vorzubereiten und sie nach dem Inkrafttreten des Staatsvertrages zwischen den Ländern Baden-Württemberg und Rheinland-Pfalz über die Rundfunkneuordnung zu realisieren.

## Sonstiges
Seit 1998 war Hermann Fünfgeld Lehrbeauftragter an der Universität Stuttgart-Hohenheim für die Fächer Programmwirtschaft und Medienpolitik. Daneben engagierte er sich als Mitglied und Vorsitzender ehrenamtlich in verschiedenen Kuratorien und Förderkreisen gemeinnütziger  Organisationen. Dazu gehören u. a. der Fribourger Arbeitskreis für die Ökonomie des Rundfunks (FAR), die Akademie der Diözese Rottenburg-Stuttgart, die Baden-Württembergische Chinagesellschaft. Von 1999 bis 2006 war Fünfgeld Präsident der Gesellschaft für Musikgeschichte in Baden-Württemberg, deren Ehrenmitglied er war; ab dieser Zeit gehörte er auch dem Kuratorium der Schwetzinger Festspiele an. 2005 wurde er in den Aufsichtsrat der Trägerwerke Soziale Dienste (TWSD), Weimar berufen; ab 2006 war er Vorsitzender des Aufsichtsrates.
Hermann Fünfgeld war Ehrensenator der Universität Mannheim und Verfasser oder Herausgeber zahlreicher Veröffentlichungen.
Fünfgeld war seit 1962 verheiratet und hat zwei Söhne. Er war Mitglied der katholischen Studentenverbindungen KStV Germania-Hohentwiel Freiburg, KSStV Alemannia München und KAV Rheno-Nicaria Stuttgart, alle im KV. Zudem war er Ehrenmitglied der katholischen Studentenverbindung KDStV Carolingia Hohenheim im CV.

## Publikationen (Auswahl)
- Hermann Fünfgeld (Hrsg.): Von außen besehen. Markenzeichen des Süddeutschen Rundfunks. Süddeutscher Rundfunk, Stuttgart 1998, ISBN 3-922308-24-4
- Hermann Fünfgeld und Claudia Mast (Hrsg.): Massenkommunikation. Ergebnisse und Perspektiven. Westdeutscher Verlag, Opladen 1997, ISBN 3-531-12914-7
- Hermann Fünfgeld: 70 Jahre Rundfunk in Baden. 1926–1996. Süddeutscher Rundfunk, Stuttgart 1996, ISBN 3-922308-21-X
- Hermann Fünfgeld, Egon Diemel, Martin Gläser: Finanzplanung im Rundfunk – geplante Defizite? Süddeutscher Rundfunk, Stuttgart 1981, ISBN 3-922308-06-6